# 坂井利郎
坂井 利郎（さかい としろう、1947年11月23日 - ）は、日本の元男子テニス選手。

## 人物
東京都世田谷区生まれ。成城学園中学校高等学校、早稲田大学教育学部教育学科体育学専修卒業。1970年代前半に日本のテニス界をリードした選手で、第2次世界大戦後の日本人男子テニス選手として、世界的にも顕著な活躍をした名選手であった。男子プロテニス協会によるシングルス自己最高ランキングは75位。テニスコーチやテレビ解説者としての業績も多い。
坂井は1967年に「全日本テニスランキング」で9位に入り、1976年までトップ10位以内を維持した。1968年に「全日本室内テニス選手権」で初優勝を果たし、この大会では1970年、1972年-1977年（大会6連覇）にも優勝して、通算「8勝」を挙げた。全日本室内テニス選手権で初優勝した1968年、全豪選手権で2回戦に進出し、男子テニス国別対抗戦・デビスカップの日本代表選手にも初めて選出された。坂井のテニス経歴が本格的に開花するのは、1971年からである。4月23日-25日にかけて、デ杯「東洋ゾーン」2回戦が東京の「田園コロシアム」（現在の有明コロシアム）で開かれ、日本はオーストラリアから50年ぶりの勝利を挙げた。坂井はシングルス戦2試合に勝利を収め、最終第5試合ではジョン・クーパー（往年の名選手アシュレー・クーパーの実弟）との2日がかりの日没順延試合を 6-1, 15-13, 8-6 で制した。この後4大大会にも遠征し、全仏オープンは2回戦敗退、ウィンブルドンは1回戦でフルー・マクミラン（南アフリカ）に敗れたが、全米オープンで快進撃を見せる。1回戦でビタス・ゲルレイティス、2回戦でロス・ケース（オーストラリア）を破った坂井は、3回戦で「空を飛ぶオランダ人」の異名を持つトム・オッカーに挑戦したが、第4シードの強豪に 1-6, 1-6, 1-6 のストレートで完敗した。
その後、坂井は1973年のウィンブルドンと1974年の全仏オープンで3回戦進出があった。1973年のウィンブルドン3回戦では、坂井はセンター・コートで第1シードのイリ・ナスターゼと対戦した。ナスターゼには 5-7, 2-6, 4-6 のストレートで敗れたが、ウィンブルドン選手権における日本人男子選手の活躍は1930年代前半の名選手たち以来であり、坂井は世界的にも高い評価を獲得した。1974年の全仏オープン3回戦では、坂井はブラジルのトーマス・コッホに敗れている。日本人男子選手が全仏で活躍したのも、1938年の全仏選手権で4回戦に進んだ中野文照以来であった。最後の4大大会挑戦は1975年の全豪オープンで、坂井は1回戦でマーク・エドモンドソンに 1-6, 2-6, 6-1, 7-6, 4-6 で敗退した。
全日本テニス選手権では、坂井は1974年・1975年の男子シングルス2連覇と、1971年-1976年までの男子ダブルス6連覇がある。男子ダブルスでは、1971年-1973年まで神和住純と組んで3連覇し、その後1974年-1976年まで平井健一と組んで3連覇を達成した。彼の時代から、日本テニス界は徐々に活気を取り戻してゆく。ほぼ同時代に活躍した沢松和子の1975年ウィンブルドン女子ダブルス優勝を契機に、日本にもテニスブームが広がっていった。
現役引退後の坂井は、テニスコーチとして多方面にわたる活動を続けてきた。デビスカップやフェドカップ代表チーム監督などの要職を歴任し、一時期は伊達公子のコーチを務めたこともある。テニスのレッスン書などの著書も多数ある。ウィンブルドン選手権のテレビ中継など、テレビのテニス番組で解説を担当することも多い。
2021年、旭日双光章受章。